# Esteban Becker
Esteban Becker Churukian - em hebraico, אסטבן בקר‎ e em armênio, Էստեբան Բեքեր (Bernal, 31 de agosto de 1964) é um treinador de futebol e ex-futebolista argentino. Comanda atualmente a Seleção da Guiné Equatorial.
De origens judaica e armênia, possui também descendência alemã, uma vez que é meio-irmão do ex-tenista Boris Becker.

## Carreira
Na época de jogador, Becker, que era meio-campista, jogou por 3 equipes - Quilmes, Ciempozuelos e Loeches, onde encerrou a carreira aos 29 anos, em 1994.
Já aposentado, iniciou como treinador em 2000, no RSD Alcalá. Treinou ainda as equipes do Sanse, Ciempozuelos, Fuenlabrada e San Fernando antes de assumir a Seleção Feminina da Guiné Equatorial em 2012. Sob o comando de Becker, as guinéu-equatorianas conquistaram o título do Campeonato Africano de Futebol Feminino, realizado no mesmo ano.
Em 2013, em paralelo com a Seleção Feminina, Becker assumiu o cargo de diretor-técnico da equipe masculina, função que exerceu até janeiro de 2015, quando foi contratado para treinar a Nzalang, substituindo o ex-zagueiro espanhol Andoni Goikoetxea. A Seleção Guinéu-Equatoriana ficou em quarto lugar na Copa Africana de Nações, em sua melhor campanha na competição.

## Livros publicados
- Frontera, Hombre de Cuero (em espanhol). [S.l.]: Cockpit Studio Editorial S.L. p. 133. ISBN 978-84-95777-39-3
- Ni un Gol al Arco Iris (em espanhol). [S.l.]: Cockpit Studio Editorial S.L. 115 páginas. ISBN 978-84-95777-40-9

## Links
- Perfil em BDFutbol
- Site oficial